# Zatopieni (film 2005)
Zatopieni (ang. Submerged) – amerykańsko-brytyjsko-bułgarski film akcji z 2005 roku. 

## Obsada
- Steven Seagal jako Chris Cody
- Nick Brimble jako Arian Lehder
- William Hope jako Fletcher
- Christine Adams jako dr Chappell
- Gary Daniels jako Sharpe